# Eustache de Luxeuil
Pour les articles homonymes, voir Saint Eustache.
Eustache de Luxeuil ou Eustase ou Eustaise, est un moine, mort après 626. Disciple favori de saint Colomban de Luxeuil, il succéda à son maître et fut en 611 le second abbé de Luxeuil, actuellement en Franche-Comté.   
En 626, il défend, contre Agrestius, la règle de saint Colomban, au concile burgonde de Mâcon.
Canonisé, il est fêté le 2 avril. 
L'abbaye Saint-Eustase de Vergaville portait son nom.

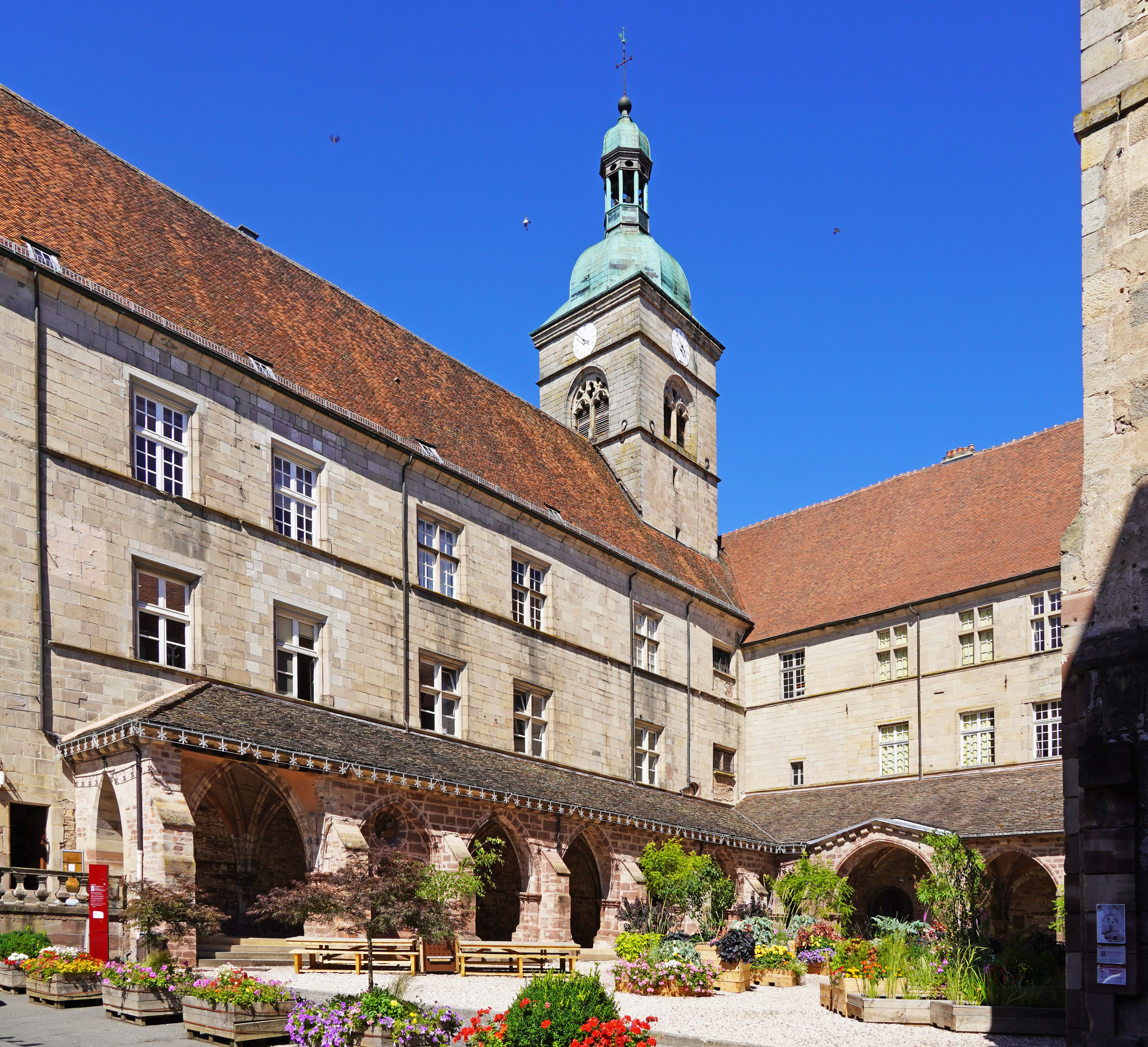
L'abbaye Saint-Pierre-et-Saint-Paul de Luxeuil.